# 切爾沃涅扎里奇恰
50°18′52″N 31°44′20″E / 50.31444°N 31.73889°E
切爾沃內-扎里奇恰（烏克蘭語：Червоне Заріччя）是位於烏克蘭北部的村莊，由基辅州鲍里斯皮尔区的亞霍滕市鎮負責管轄。該村始建於1827年，面積0.7平方公里，海拔高度121米，2001年人口219，人口密度每平方公里312.9人。